# 빌라 폰티 벨라비스타
빌라 폰티 벨라비스타(Villa Ponti Bellavista)는 이탈리아 롬바르디아주 코모호 중심부에 위치한 역사적인 빌라로, 벨라지오의 일부인 치벤나에 위치하며, 리에르나와 올치오의 전망을 제공한다. 지오 폰티(Gio Ponti) 건축가가 설계한 이 빌라는 이탈리아 합리주의 건축의 대표적인 사례 중 하나로 꼽힌다. 500m²의 대형 빌라는 절벽 위에 자리 잡아 장엄한 경관을 제공하며, ‘하늘 위의 크루즈선’이라는 개념으로 설계되어 가벼운 선과 공기역학적인 형태를 통해 움직임과 비행의 꿈을 상징한다.

## 역사
이 빌라는 20세기 초 폰티 가문을 위해 지어졌으며, 주변 경관과 조화를 이루는 건축 작품을 창조하고자 하는 목표로 설계되었다. 지오 폰티는 대형 선박의 가벼움과 기능성에서 영감을 받아, 호수를 향해 개방된 테라스와 햇빛을 자연스럽게 끌어들이는 대형 유리창을 특징으로 하는 디자인을 구현했다.
20세기 동안, 이 빌라는 예술과 디자인, 자연이 조화롭게 어우러지는 혁신적인 공간으로서 지식인과 예술가들의 모임 장소가 되었다. 이 건축물은 기하학적이고 간결한 구조, 콘크리트, 유리, 금속 요소의 세련된 사용으로 이탈리아 합리주의 건축의 특징을 보여준다.

## 건축
빌라 폰티 벨라비스타는 여러 층으로 구성되며, 코모호를 조망할 수 있는 넓은 파노라마 테라스를 갖추고 있다. 내부는 지오 폰티가 직접 설계한 맞춤형 가구를 포함한 미니멀리스트 디자인이 특징이다. 카라라 대리석과 호두나무와 같은 고급 자재가 사용되어 세련된 아름다움을 더한다.
가장 상징적인 요소 중 하나는 ‘공중 계단’으로, 가벼움과 공간의 연속성을 강조하기 위해 설계되었다. 또한, 건물을 둘러싼 정원은 건축의 연장선으로 구상되었으며, 구불구불한 산책로와 전망 포인트가 있어 코모호의 아름다운 경치를 감상할 수 있도록 배치되었다.

## 건축적 의미 및 영향
빌라 폰티 벨라비스타는 이탈리아 합리주의 건축의 진화를 보여주며, 모더니즘 요소와 시적인 주거 개념을 결합한 작품이다. ‘집을 배처럼 설계한다’는 개념은 지오 폰티의 대표적인 건축 철학 중 하나로, 그는 건축이 거주자를 꿈과 자유의 차원으로 인도하는 수단이 되어야 한다고 생각했다.

## 참고 문헌
- Giovanni Tagliabue. 《Architettura e paesaggio sul Lago di Como》. Skira.
- Gio Ponti. 《Amate l’architettura》. Edizioni di Comunità.